# العلاقات النيبالية النيوزيلندية
العلاقات النيبالية النيوزيلندية هي العلاقات الثنائية التي تجمع بين نيبال ونيوزيلندا.

## مقارنة بين البلدين
هذه مقارنة عامة ومرجعية للدولتين:
| وجه المقارنة                                              | نيبال                             | نيوزيلندا                                              |
| --------------------------------------------------------- | --------------------------------- | ------------------------------------------------------ |
| المساحة (كم2)                                             | 147.18 ألف                        | 268.02 ألف                                             |
| عدد السكان (نسمة)                                         | 29.40 مليون                       | 4.24 مليون                                             |
| الكثافة السكانية (ن./كم²)                                 | 199.76                            | 15.82                                                  |
| العاصمة                                                   | كاتماندو                          | ويلينغتون، أوكلاند                                     |
| اللغة الرسمية                                             | اللغة النيبالية                   | لغة إنجليزية، اللغة الماورية، لغة الإشارة النيوزيلندية |
| العملة                                                    | روبية نيبالية                     | دولار نيوزيلندي، الجنيه النيوزيلندي                    |
| الناتج المحلي الإجمالي (بليون دولار)                      | 24.47 مليار                       | 205.85 مليار                                           |
| الناتج المحلي الإجمالي (تعادل القوة الشرائية) بليون دولار | 70.20 مليار                       |                                                        |
| الناتج المحلي الإجمالي الاسمي للفرد دولار أمريكي          | 743                               |                                                        |
| الناتج المحلي الإجمالي للفرد دولار أمريكي                 | 2.37 ألف                          |                                                        |
| مؤشر التنمية البشرية                                      | 0.548                             | 0.914                                                  |
| رمز المكالمات الدولي                                      | +977                              | +64                                                    |
| رمز الإنترنت                                              | .np                               | .nz                                                    |
| المنطقة الزمنية                                           | UTC+05:45، التوقيت الموحد لنيبال ‏ | ت ع م+13:00، ت ع م+12:00                               |

## منظمات دولية مشتركة
يشترك البلدان في عضوية مجموعة من المنظمات الدولية، منها:
| علم المنظمة | اسم المنظمة                               | تاريخ انضمام نيبال | تاريخ انضمام نيوزيلندا |
| ----------- | ----------------------------------------- | ------------------ | ---------------------- |
|             | مؤسسة التنمية الدولية                     | 6 مارس 1963        | 1 أكتوبر 1974          |
|             | يونسكو                                    | 1 مايو 1953        | 4 نوفمبر 1946          |
|             | مؤسسة التمويل الدولية                     | 7 يناير 1966       | 31 أغسطس 1961          |
|             | منظمة حظر الأسلحة الكيميائية              | ?                  | ?                      |
|             | الأمم المتحدة                             | 14 ديسمبر 1955     | 24 أكتوبر 1945         |
|             | منظمة الشرطة الجنائية الدولية             | ?                  | ?                      |
|             | البنك الدولي للإنشاء والتعمير             | 6 سبتمبر 1961      | 31 أغسطس 1961          |
|             | الاتحاد البريدي العالمي                   | ?                  | ?                      |
|             | المركز الدولي لتسوية المنازعات الاستشارية | 6 فبراير 1969      | 2 مايو 1980            |
|             | وكالة ضمان الاستثمار متعدد الأطراف        | 9 فبراير 1994      | 22 أبريل 2008          |
|             | بنك التنمية الآسيوي                       | 1966               | 1966                   |
|             | منظمة التجارة العالمية                    | ?                  | ?                      |
|             | الفريق المعني برصد الأرض                  | ?                  | ?                      |

## أعلام
هذه قائمة لبعض الشخصيات التي تربطها علاقات بالبلدين:
- إدموند هيلاري (مستكشف نيوزلندي، 20 يوليو 1919[17][18][19] – 11 يناير 2008[17][18][19])

## وصلات خارجية
- موقع وزارة الخارجية النيبالية
- موقع وزارة الخارجية النيوزيلندية